# جادة ممر كولومبوس
متنزه كولومبوس بالكاتلانية (passeig de Colom) هو شارع في حي ثيوتات فيا أو المدينة القديمة في برشلونة، الذي يمتد بمحاذاة البحر بين ساحتي أنطونيو لوبيث وبويرتا دي لا باث، حيث يقف عاليًا تمثال كريستوفر كولومبوس.

## التاريخ

### الخلفية: جدران البحر
كانت الجادة توصل في الوقت السابق إلى جدران البحر. وقد شُيدت هذه الأسوار في منتصف القرن السادس عشر، وكان آخر التشييدات المُقامة والذي يُغلق المدينة. وفي عام 1834، أجري عليه عملية إصلاح هامة، مع توسيع جدار البحر، الذي أجبر هدم دير سان فرانثيسكو عام 1835. تم إحاطة الجزء العلوي من الجدران بالحجارة وإضاءته، ليتحول إلى ممر مُرتفع أمام البحر، ليُصبح حينها المكان المُفضل لطبقة البرجوازية والأرستقراطية من أهل برشلونة.

### افتتاح الجادة والمعرض 1888
تم افتتاح المعرض العالمي في برشلونة للجمهور يوم 8 أبريل عام 1888. بدأ التحول في تغيير الجدران البحرية للمدينة لتطل على المعرض العالمي عام 1888. وتم عمل مشروع لربط شارعي جبل مونتيجويك مع جادة ممر إيزابيل الثانية، والذي كان قد أنشأ في 1830، وكان يمتد بدوره بشارع الماركيس دي لا أرخينتيرا إلى حدود المعرض في باركيه دي لا ثيوداديلا،. وفي منتصف هذا الطريق، كان يتقاطع مع نهاية شارع لارامبلا، حيث ميدان بورتال دي لا باث والنصب التذكاري لكولومبوس، الذي تم المصادقة عليه عام تشيده في سياق أعمال تحسين ساحل برشلونة بمناسبة انعقاد المعرض العالمي في برشلونة في عام 1888. وتم افتتاحه، أثناء المعرض، في 1 يونيو عام 1888. وأنهيب الأعمال الحضرية للجادة قبل عام من بناء النصب وافتتاح المعرض، أي عام 1887، وتكون بالأساس من الأرصفة وزراعة أعمدة الإنارة ونصب الدرابزينات. كانت الجادة ممهدة في بادئ الأمر للمشاة، مع إتاحة حركة المرور على الجانبين. وتم زراعة صف مزدوج من أشجار النخيل، التي لا تزال تُميز الجادة إلى الآن. وأطلق عليه شعب البرشلوني الاسم الشعبي جادة الأنقاض.

## الحرب الأهلية وفرانكو
بدأت أعمال عسكرة الجادة في القرن التاسع عشر، حينما تفشت ديكتاتورية ميغيل بريمو دي ريفيرا، حينما شيدوا مركزي الحكومة لوزارة الحرب في المنطقة العسكرية الرابعة، للاستفادة من الممتلكات الكنسية.